# Fadil Kokomani
Fadil Kokomani (ur. 5 maja 1933 w Durrësie, zm. 29 maja 1979 w Tiranie) – albański dziennikarz i więzień polityczny.

## Życiorys
Był synem Hysena i Hatixhe. Po ukończeniu szkoły średniej w rodzinnym mieście wyjechał na studia na wydziale filologicznym na uniwersytecie w Leningradzie. Równolegle studiował w konserwatorium leningradzkim krytykę muzyczną. W 1957 rozpoczął pracę w Radiu Tirana, w dziale kulturalnym. Jego specjalnością były wywiady z ludźmi kultury, ale także audycje edukacyjne. Pisał także do czasopism – Zeri i Rinisë (Głos Młodzieży) i Zëri i Popullit (Głos Ludu).
W lipcu 1963 w rejonie Pogradcu schwytano grupę osób, która podjęła nieudaną próbę ucieczki z kraju. W grupie tej był także zaprzyjaźniony z Kokomanim – Vangjel Lezho. Aresztowany wkrótce potem Kokomani, 6 grudnia 1963 został skazany na karę śmierci, którą następnie zamieniono na karę 25 lat więzienia. Dwóch żołnierzy, którzy brali udział w ucieczce – Trifona Xhagjikę i Thomę Rafaeliego skazano w tym samym procesie na karę śmierci.
Karę więzienia odbywał w obozach: Fushë-Krujë, Elbasan, Skrofotinë, Burrel, Tepelena, a wreszcie w 1978 trafił wraz z V.Lezhą do jednego z najcięższych obozów pracy – w Spaçu. W obozie 7 lipca 1978 powstał list, (przygotowany wraz z V. Lezhą), skierowany do Komitetu Centralnego Albańskiej Partii Pracy, w którym jego autorzy protestował przeciwko narastającym w latach 70. represjom, obejmującym środowisko armii i kadrę zarządzającą przemysłem albańskim. 23 lutego 1979 Kokomani został zabrany z obozu w Spaçu i poddany śledztwu. Proces autorów listu, do których dołączono Xhelala Koprenckę i Fatosa Lubonję rozpoczął się w maju 1979 w więzieniu w Tiranie. Akt oskarżenia zawierał zarzut założenia w więzieniu organizacji kontrrewolucyjnej (art. 55, 57 KK), za co Kokomani, Koprencka i Lezha zostali skazani 18 maja 1979 na karę śmierci przez rozstrzelanie. Stracony na przedmieściach Tirany przez oddział specjalny ministerstwa spraw wewnętrznych. Miejsce pochówku jego zwłok pozostaje nieznane.

## Pamięć
W 2011 w czasopiśmie Panorama opublikowano po raz pierwszy pełną treść listu Kokomaniego i Lezhy, za który zostali skazani. 20 czerwca 2019 w Tiranie odbyła się uroczystość uczczenia pamięci Kokomaniego i Lezho w rezydencji szefa rządu albańskiego, a ich imię nadano skwerowi przylegającemu do rezydencji. Sprawa Kokomaniego i Lezhy stała się kanwą wydanej w 1996 powieści Drugi wyrok (alb. Ridënimi), autorstwa Fatosa Lubonji (w 2024 w polskim tłumaczeniu).